# كويكب نوع-F

كويكب من النوع أف أو (F-type) , هي كويكبات قليلة غير شائعة تتكون من الكربون وهي تقع ضمن مجموعة كويكبات سي.

## هيئة الكويكب
الكويكبات من النوع أف بشكل عام لديها طيف مشابه إلى حد كبير لتلك الكويكبات من النوع بي , لكن نقص امتصاص الماء للأشعة عند 3 مايكروميتر يدل على أن هناك معادن رطبة، لكن الرصد يظهر اختلافاً في طول الموجة القصير للأشعة فوق البنفسجية تحت 0.4 مايكروميتر.
1. ↑  "معلومات عن كويكب نوع-F على موقع britannica.com". britannica.com. مؤرشف من الأصل في 2015-09-11.